# En säker tjej
En säker tjej (engelska: The Sure Thing) är en amerikansk långfilm från 1985 i regi av Rob Reiner, med John Cusack, Daphne Zuniga, Anthony Edwards och Boyd Gaines i rollerna.

## Handling
Walter Gibson (John Cusack) och hans bästa vän Lance (Anthony Edwards) firar att de snart ska börja på college. Men Gibson sörjer mest att han inte längre verkar kunna få tjejer. De båda vännerna börjar på olika universitet, men i Walters brev till Lance förklarar han att hans känsla för tjejer fortfarande inte återvänt. Hans försök att få ihop det med Alison (Daphne Zuniga) som går i samma engelskakurs misslyckas totalt. Till slut får Walter ett samtal från Lance som bjuder honom till Kalifornien under jul-lovet. Lance lovar att han har en säker tjej som Walter absolut inte kan misslyckas med.

## Rollista
| John Cusack         | – Walter "Gib" Gibson |
| Daphne Zuniga       | – Alison Bradbury     |
| Nicollette Sheridan | – "Den säkra tjejen"  |
| Viveca Lindfors     | – Professor Taub      |
| Anthony Edwards     | – Lance               |
| Tim Robbins         | – Gary Cooper         |
| Boyd Gaines         | – Jason               |
| Lisa Jane Persky    | – Mary Ann Webster    |
| Fran Ryan           | – Kvinna i bil        |
| Larry Hankin        | – Lastbilschaufför    |
| Sarah Buxton        | – Sharon              |